# Championnat d'Amérique du Nord masculin de volley-ball 2003
Navigation
Édition précédente Édition suivante
Le 18e championnat d'Amérique du Nord de volley-ball masculin s'est déroulé du 25 septembre 2003 au 30 septembre 2003 à Culiacan, Mexique. Il a mis aux prises les sept meilleures équipes continentales.

## Classement final
| Place              | Équipe     |
| ------------------ | ---------- |
| Médaille d'or      | États-Unis |
| Médaille d'argent  | Canada     |
| Médaille de bronze | Cuba       |
| 4                  | Mexique    |
| 5                  | Porto Rico |
| 6                  | Panama     |
| 7                  | Guatemala  |